# Hieracium charitopum
Hieracium charitopum es una especie de planta con flor del género Hieracium, de la familia Asteraceae, orden Asterales.

## Distribución
Hieracium charitopum se distribuye por Noruega.

## Taxonomía
Fue descrita científicamente por Omang. Fue publicada en Mus. Årbog (Årbok) 1921-1922(7): 124 (1923).

## Descripción
El tallo es delgado, con 0-1 hojas, de base carmesí, ligeramente estrellado y densamente piloso, mientras que la parte superior del tallo es densamente estrellado y poco piloso. Las hojas son de color verdoso claro, gris pálido en el envés, densamente peludas en la nervadura escamosa, por lo demás escasamente peludas.
Las hojas basales son levemente peciolada, las exteriores son pequeñas y redondeadas a ovaladas, la intermedia es alargada elíptico-ovada alargada, todas desigualmente triangulodentadas. La base de la hoja es provista de dientes curvos subsagitados. Los involucros son gruesos, de color verde pardusco y la base redondeada es obtusa. 